# Észak-Amerika köd
Az Észak-Amerika köd (más néven Caldwell 20, NGC 7000) egy diffúz köd a Cygnus (Hattyú) csillagképben.

## Felfedezése
A ködöt William Herschel fedezte fel 1786. október 24-én. Az első fotó 1890-ben, majd 100 évre a felfedezése után készült.

## Tudományos adatok
A gázköd neve onnan származik, hogy alakja az észak-amerikai kontinensre hasonlít, könnyen megláthatjuk benne a Floridai-félszigetet, illetve a Mexikói-öböl térségét.
A ködben jelen pillanatban is csillagképződési folyamatok zajlanak le, amelyek sugárzásukkal fénylésre gerjesztik a körülöttük lévő gázfelhőt.

## Megfigyelési lehetőség
A ködöt csak nagyon fényerős távcsővel, vagy binokulárral, illetve fotografikus úton figyelhetjük meg.

## Képek

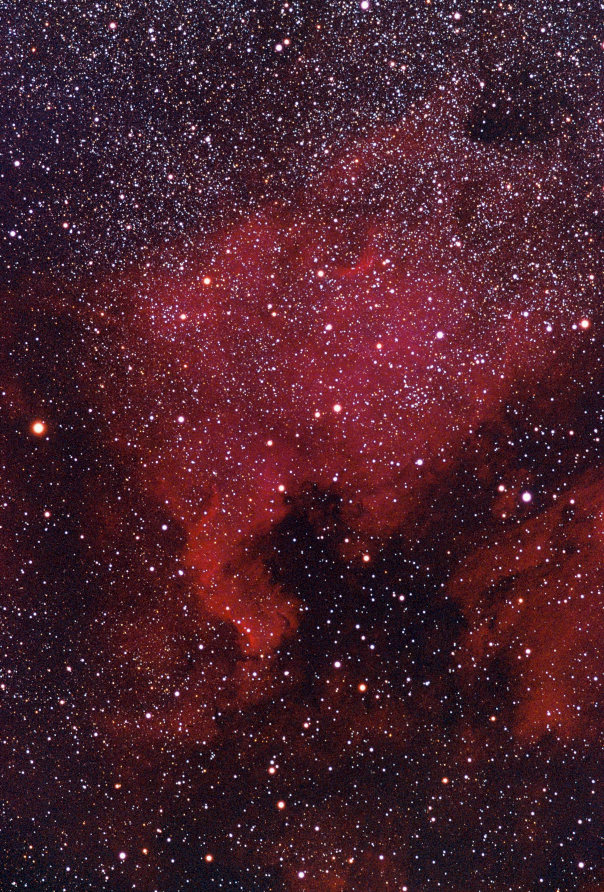
Amatőr fotó
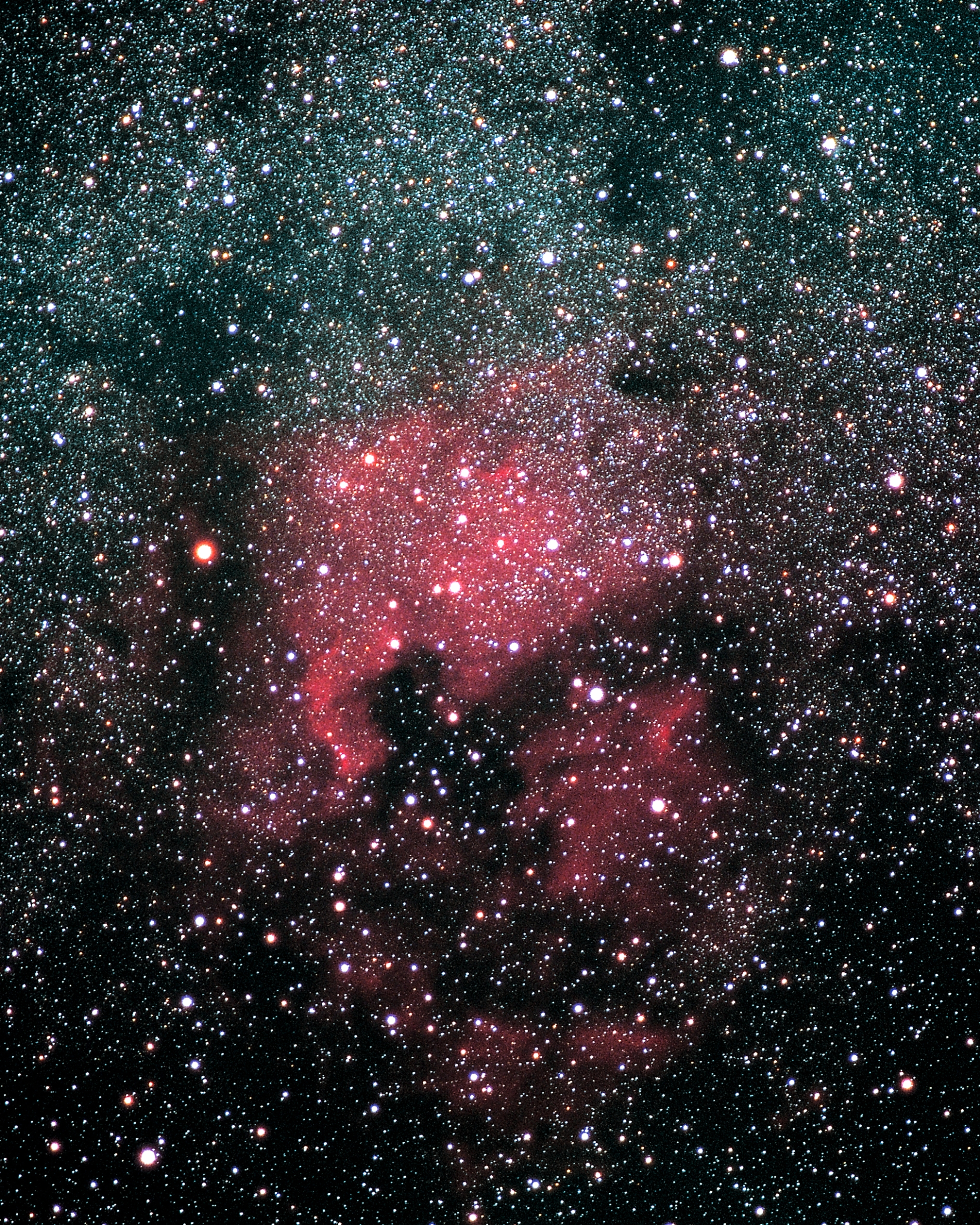